# 바이인 (배우)
바이인(白茵, 백인, Yin Bai, 본명(本名)은 천후이셴(陳惠賢, 진혜현, Hui-Xian Chen), 1942년 11월 30일 ~ )은 말레이시아 태생의 중화인민공화국 홍콩 특별행정구 여성 영화배우, 연극배우 겸 텔레비전 연기자이다. 말레이시아 콸라룸푸르에서 출생하였으며 지난날 한때 중화민국 광둥 성 장먼에서 잠시 유아기를 보낸 적이 있다. 그녀의 직계 조상이 거주했던 원적지는 중화인민공화국 광둥성 장먼 시 신후이 구이다.

## 생애
말레이시아 콸라 룸푸르에서 출생하였고 1955년 콸라 룸푸르에서 초등학교 졸업 후 홍콩에 유학하여 중학교에 입학하였으나 이듬해 1956년에 중퇴하였으며 같은 해 1956년 홍콩에서 연극배우 첫 데뷔하였고 3년 후 1959년 홍콩 영화 《편혼(騙婚)》의 주연으로 영화배우 데뷔하였으며 1978년부터는 홍콩의 텔레비전 드라마에도 출연하기 시작하였다.